# Aktywność zawodowa
Aktywność zawodowa – uczestnictwo w procesie produkcji społecznej, wykonywanie pracy przynoszącej dochód.
Ludność aktywna zawodowo to wszyscy pracujący zawodowo (pracodawcy, pracownicy najemni, pracujący na własny rachunek, nieodpłatnie pomagający członkowie rodzin) oraz zarejestrowani bezrobotni. Do ludności aktywnej zawodowo nie zalicza się uczniów odbywających naukę zawodu, gospodyń domowych i osób żyjących wyłącznie z kapitału.
O poziomie aktywności zawodowej decydują czynniki demograficzne oraz społeczno-ekonomiczne. Poziom aktywności zawodowej jest wyrażany współczynnikami aktywności zawodowej, które są obliczane według płci, różnych przedziałów wieku, dla ludności rolniczej i nierolniczej, miejskiej i wiejskiej. Trudności w porównywaniu danych powoduje fakt, że w niektórych krajach do aktywnych zawodowo zalicza się czasami także: pracujących więźniów, osoby odbywające zasadniczą służbę wojskową, pracujących zakonników i gospodynie domowe pomagające w gospodarstwie rolnym.